# Ayelet Waldman
Pour les articles homonymes, voir Waldman.
Ayelet Waldman née le 11 décembre 1964 à Jérusalem est une romancière, essayiste, scénariste et activiste pacifiste israélo-américaine.

## Biographie
Les grands-parents, tant maternels que paternels, d'Ayelet Waldman ont émigré d'Ukraine vers l'Amérique du Nord au début du XXe siècle. Son père emménage en Israël après avoir rencontré  sa mère. Après la guerre des Six Jours en 1967, sa famille s'installe à Montréal, puis dans le Rhode Island et finalement à Ridgewood dans le New Jersey.
Ayelet Waldman étudie la psychologie et les sciences politiques à l'université Wesleyan, où elle obtient son diplôme en 1986. Elle part en Israël en 1986 pour faire son alya dans un kibboutz mais n'y reste que 6 mois. Elle y apprend l'hébreu. De retour aux États-Unis, elle est, en 1988, dans la même classe de droit que Barack Obama à l'université de Harvard. Elle y soutient avec succès une thèse de doctorat en droit (Juris Doctor) en 1991.
Elle travaille pendant trois ans comme avocate dans des procès relevant de l'instance fédérale en Californie ; ses romans s'inspirent de cette expérience. Elle a écrit plusieurs romans, dont des policiers, ainsi que des essais autobiographiques sur la maternité,.
Le film Un hiver à Central Park sorti en 2009 est inspiré de son livre Love and Other Impossible Pursuits traduit en français sous le titre de Mercredi au parc.
Souffrant de troubles bipolaires, elle a raconté ses combats contre la maladie, sa lutte contre les phases dépressives, les effets secondaires des psychotropes, comment elle a utilisé diverses substances comme le LSD de façon microdosée pour se stabiliser et a évoqué le retentissement de ses troubles sur sa vie de couple et de mère. Le livre A Really Good Day: How Microdosing Made a Mega Difference in My Mood, My Marriage, and My Life paru en 2017 témoigne des avantages du LSD et de l'étroitesse d'esprit générale face à la consommation de drogues.
Avec son époux Michael Chabon, elle coédite l'ouvrage collectif Un royaume d'olives et de cendres paru en 2017,  contenant les essais de 26 écrivains de 14 pays différents pour marquer le 50e anniversaire de la conquête israélienne de la Cisjordanie pendant la guerre des Six Jours en collaboration avec l'ONG israélienne Breaking the Silence, les bénéfices tirés des ventes du livre allant à l'organisation.
Ses livres sont traduits et diffusés dans différents pays.
Depuis 2014, elle vit en Californie avec son mari Michael Chabon et leurs trois enfants.

## Œuvres

### Romans
- And Murder Makes Three, éd. Berkley, 2015,
- Love & Treasure, éd. Knopf, 2014,
- Red Hook Road, éd. Doubleday, 2010,
- Love and Other Impossible Pursuits, éd. Anchor, 2006,
- Bye-Bye, Black Sheep, éd. Berkley, 2006,
- The Cradle Robbers, éd. Berkley, 2005,
- Murder Plays House, éd. Berkley, 2004,
- Daughter's Keeper, éd. Sourcebooks Landmark, 2003,
- Death Gets A Time-Out, éd. Berkley, 2003,
- A Playdate With Death, éd. Berkley, 2002,
- The Big Nap, éd. Berkley, 2001,
- Nursery Crimes, éd. Berkley, 2000,

### Essais et autres écrits
- A Really Good Day: How Microdosing Made a Mega Difference in My Mood, My Marriage, and My Life, éd. Knopf Publishing Group, 2017
- The Shame of Shuhada Street, Atlantic, juin 2014[16],[17]
- Inside This Place, Not of It: Narratives from Women's Prisons, éd. McSweeney's, 2011,
- Bad Mother: A Chronicle of Maternal Crimes, Minor Calamities, and Occasional Moments of Grace, éd. Doubleday, 2009[18],

### Éditrice
- Kingdom of Olives and Ash: Writers Confront the Occupation, coédité avec Michael Chabon, éd. Harper Perennial, 2017

### Œuvres traduites en français
- Un royaume d'olives et de cendres, direction de l'ouvrage collectif, 26 écrivains, 50 ans de territoires occupés, éd Robert Laffont[12], 2017,
- Le médaillon de Budapest, traduit par Daphné Bernard, éd. Robert Laffont, 2015,
- Un mariage en héritage, traduit par Odile Demange, éd. Robert Laffont, 2011,
- Mercredi au parc, (Love and Other Impossible Pursuits) traduit par Aline Azoulay-Pacvon, Éditions Robert Laffont, 2008.